# Luděk Marold
 (février 2019).
Si vous disposez d'ouvrages ou d'articles de référence ou si vous connaissez des sites web de qualité traitant du thème abordé ici, merci de compléter l'article en donnant les références utiles à sa vérifiabilité et en les liant à la section « Notes et références ».
Luděk Alois Marold né le 7 août 1865 à Prague et mort le 1er décembre 1898 à Vinohrady près de Prague, est un artiste peintre, illustrateur et affichiste tchèque de la fin du XIXe siècle.

## Biographie
Luděk Marold a étudié à l'Académie des beaux-arts de Prague en 1881, n'y reste qu'une année, puis part à l'Académie des beaux-arts de Munich, et fréquente les ateliers de Nikolaos Gysis et de Ludwig von Löfftz. Là, il croise Mikoláš Aleš et Alfons Mucha, deux compatriotes tchèques. Il commence à collaborer avec des périodiques illustrés allemands et tchèques, comme Světozor (en).
En 1887, souffrant de fièvre rhumatismale, il est de retour à Prague, et travaille aux côtés de Maxmilián Pirner. Il entre, grâce à Aleš, au tout nouveau cercle artistique Mánes et s'occupe de rédiger leur revue-manifeste, la Volné směry (Directions libres). En 1889, il reçoit de l'État, une bourse de voyage qui lui permet de partir à Paris.
Dans la capitale française, il entre au service de Pierre-Victor Galland. Il publie en 1890 son premier dessin pour Le Monde illustré, alors qu'il retrouve le peintre Vojtěch Hynais, lui aussi arrivé de Prague. Là, il fréquente des compatriotes artistes comme František Bílek, Jan Dědina, Václav Hradecký et Viktor Oliva. Il publie aussi des dessins pour la Revue illustrée, Le Figaro illustré, Le Courrier français illustré… En 1891, il se marie et après la mort de Galland, choisit de devenir un artiste indépendant. Il décroche une médaille d'or durant l'exposition de Munich en 1892. Trois ans plus tard, il est élu à l'Académie tchèque des arts et des sciences. Son style évolue de plus en plus vert l'Art nouveau, notamment par le biais des affiches qu'il reçoit en commande.
En 1897, il est de retour à Prague : il propose de réaliser une grande fresque de type panorama autour de la Bataille de Lipany. Acceptée, sa proposition demande de nombreux assistants : dès janvier 1898, Marold s'entoure de Karel Raška (1861-1918), du peintre de paysage Václav Jansa, du coloriste Theodor Hilšer (1866-1930) et du peintre animalier Ludvík Vacátko. Achevée, elle mesure 11 mètres de haut sur 95 mètres de long. Épuisé par cette tache, il meurt en décembre : une grande rétrospective sur son œuvre est organisée l'année suivante.
Il a contribué comme illustrateur sur de nombreux livres de petit format de la « collection Guillaume » éditée par les éditions Dentu puis par Louis Borel.
Trois rues portent son nom : à Děčín, Kladno et Prague.

Quelques toiles
Le Marché aux œufs de Prague (1888, Galerie nationale de Prague).
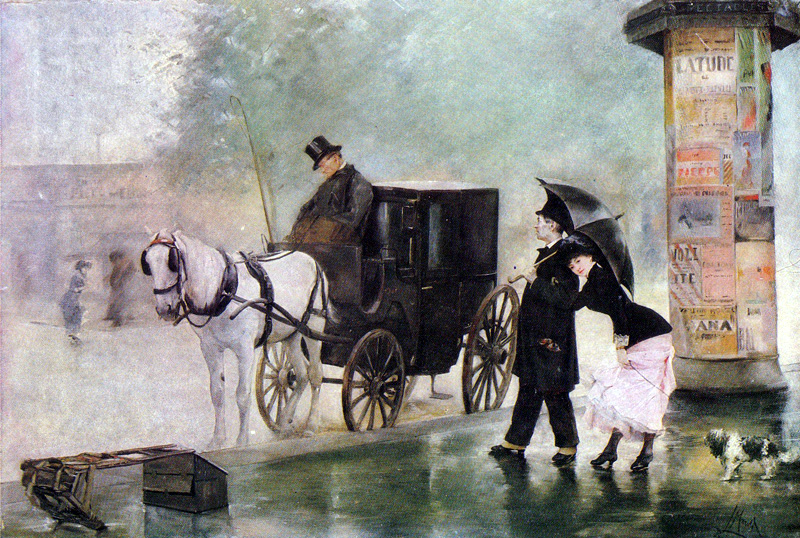
Le Cocher [Paris] (39 × 56 cm, 1891).

## Œuvres d'illustration
- Barbey d'Aurevilly, Le Barbier des Touches, Paris, Alphonse Lemerre, sans date.
- Jean Lorrain, M. de Bougrelon, Nouvelles Collections Guillaume “Lotus bleu”, Paris, Librairie Louis Borel, sans date Internet archive.
- Diderot, La Religieuse, E. Dentu, Paris, 1892.
- Luigi Da Porto, Juliette et Roméo, “Petite Collection Guillaume”, E. Dentu, Paris, 1892. Traduction de Jacques Soldanelle.
- Charles Dickens, Le Grillon du foyer, “Petite Collection Guillaume”, E. Dentu, Paris, 1893, 13,2 × 7,7 cm. Traduction de Jacques Soldanelle.
- Goethe, Hermann et Dorothée, Marold, dessinateur ; Steinmann, graveur, Dentu, Paris, 1893 Gallica
- Anonyme, Printemps parfumé, “Petite Collection Guillaume”, E. Dentu, Paris, 1893. Roman coréen traduit par J.-H. Rosny jeune.
- Valmiki, L'Exil de Rama, “Petite Collection Guillaume”, E. Dentu, Paris, 1893. Traduction de J.-H. Rosny aîné.
- Anonyme, Tabubu, “Petite Collection Guillaume”, E. Dentu, Paris, 1893. Conte égyptien adapté par J.-H. Rosny aîné.
- Léon Tolstoï, La Mort d'Ivan Iliitch, “Petite Collection Guillaume”, E. Dentu, Paris, 1894. La traduction de J. Darville.
- Friedrich de La Motte-Fouqué, Ondine, Jean Thorel (trad.), Paris, éd. Dentu, 1894.
- Gyp " Petit bleu " avec illustrations de Marold, Calmann Lévy Éditeur, Paris, 1896
- J.-H. Rosny, Nouvel amour, “Lotus bleu”, Librairie Louis Borel, 1897.
- Enacryos, La Flûte de Pan, “Lotus Alba”, Librairie Louis Borel, 1897.
- Jacques Soldanelle, Bérénice de Judée, “Lotus Alba”, Librairie Louis Borel, 1898.

Quelques affiches lithographiées
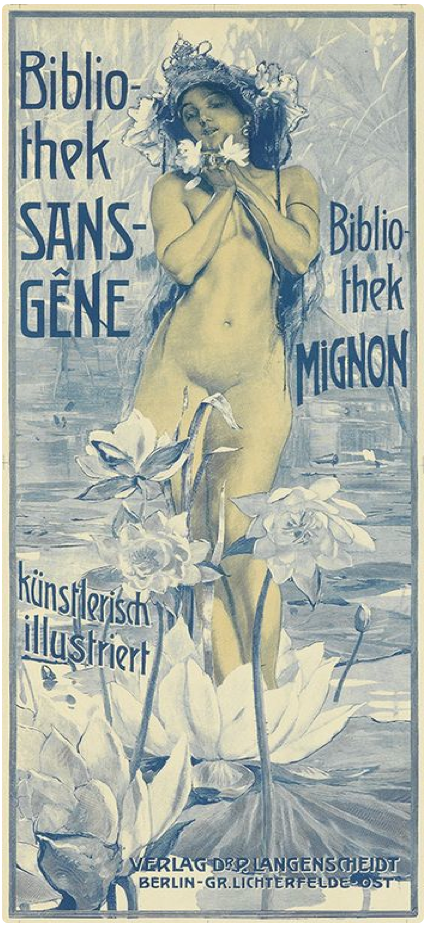
Bibliothek Sans-Gêne... (Berlin, c. 1896).
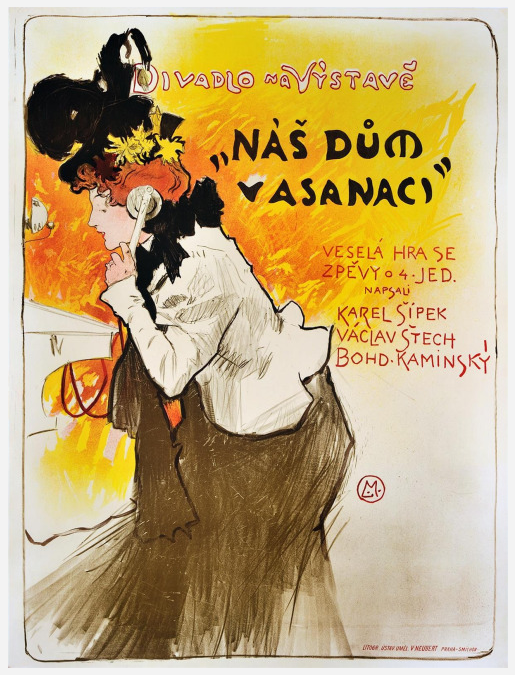
Nas Dum v Asanaci (Notre appartement est en rénovation), vaudeville donné à Prague en 1898.